# Charles Judels
Charles Judels (ur. 17 sierpnia 1882, zm. 14 lutego 1969) – amerykański aktor, pochodzenia holenderskiego. W latach 1915–1949 zagrał w 137 filmach.
Charles Judels urodził się w Amsterdamie i zmarł w San Francisco w Kalifornii.

## Wybrana filmografia
- Cheer Up and Smile (1930)
- The Life of the Party (1930)
- God's Gift to Women (1931)
- Take 'em and Shake 'em (1931)
- The Tamale Vendor (1931)
- Moonlight and Cactus (1932)
- Close Relations (1933)
- Tomalio (1933)
- The Great Ziegfeld (1936)
- Love on the Run (1936)
- When's Your Birthday? (1937)
- Swiss Miss (1938)
- Pinocchio (1940)
- Bitter Sweet (1940)
- Sweetheart of the Campus (1941)
- The Chocolate Soldier (1941)